# Middelfart Boldklub
Der Middelfart Boldklub ist ein dänischer Fußballverein aus Middelfart, der in der zweithöchsten dänischen Liga, der 1. Division, spielt.

## Geschichte
Der Klub ist eine Ausgliederung der Fußballabteilung des Middelfart Gymnastik & Idræts Klubs (MG&IK). Im Jahr 2015 wurde die Middelfart Boldklub ApS mit dem Ziel gegründet, sich zu einem professionellen Fußballverein zu entwickeln, während die Amateurabteilung unter dem Namen Middelfart G&BK weitergeführt wird.
2025 gelang dem MBK erstmals der Aufstieg in die zweithöchste dänische Spielklasse.

## Stadion
Der Verein trägt seine Heimspiele im Middelfart Stadion aus. Das Stadion hat ein Fassungsvermögen von 4000 Personen.